# Glacier Olguín
Le glacier Olguín (en espagnol : glaciar Olguín) est un glacier situé à l’extrémité nord-ouest du massif del Paine, à l'intérieur du parc national Torres del Paine, au Chili. Administrativement, il appartient à la XIIe région de Magallanes et de l'Antarctique chilien et à la province de Última Esperanza.
Le glacier Olguín progresse vers le sud du massif del Paine, alors que le glacier los Perros (avec qui il partage une origine commune) progresse vers le nord du massif. Ces deux glaciers ne font pas partie du champ de glace Sud de Patagonie.